# 屏边苹婆
屏边苹婆（学名：Sterculia pinbienensis）是梧桐科苹婆属的植物，是中国的特有植物。分布在中国大陆的广西、云南等地，生长于海拔1,000米至1,050米的地区，常生长在山谷中或山顶密林中，目前尚未由人工引种栽培。